# Sébastien Bourdon

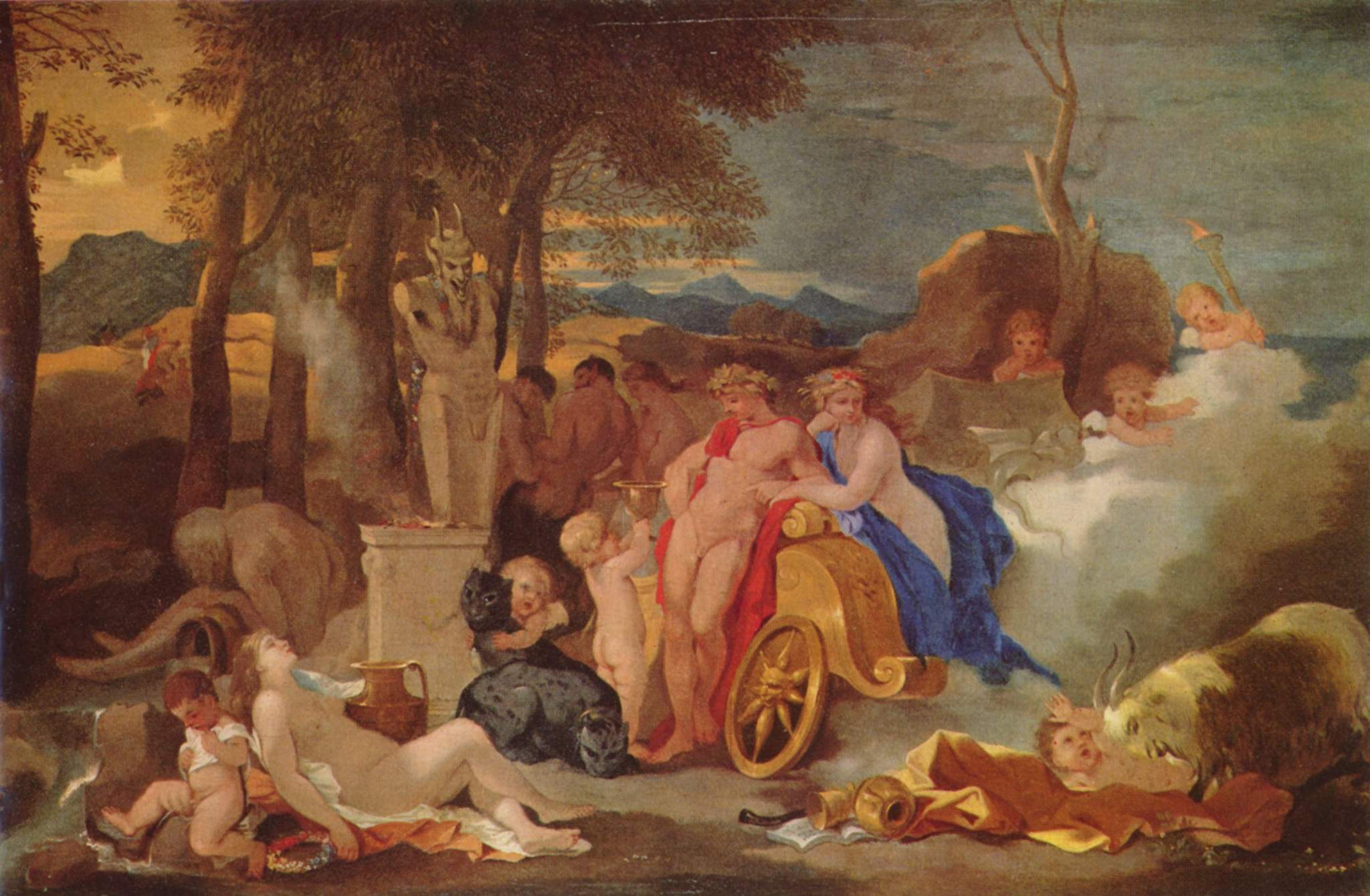
Baco y Ceres entre ninfas y sátiros, óleo sobre lienzo, segunda mitad del. Magyar Szépmüvészeti Múzeum (Museo de Bellas Artes de Budapest).

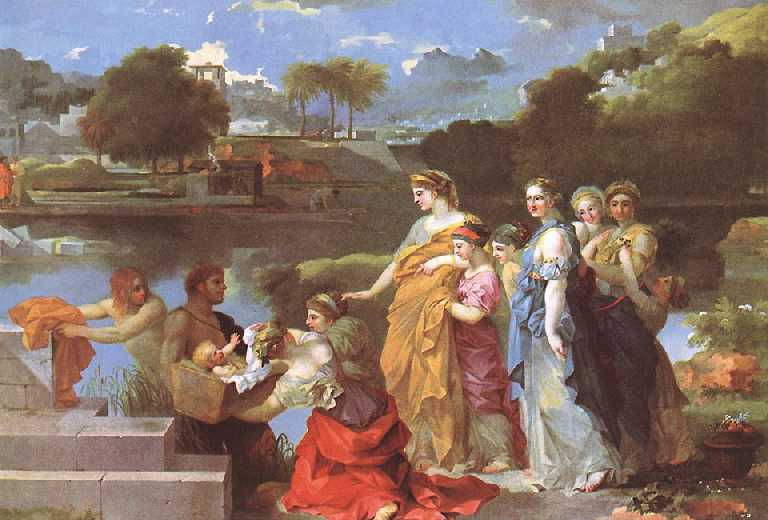
El encuentro de Moisés, alrededor de 1650. Galería Nacional de Arte (Washington).

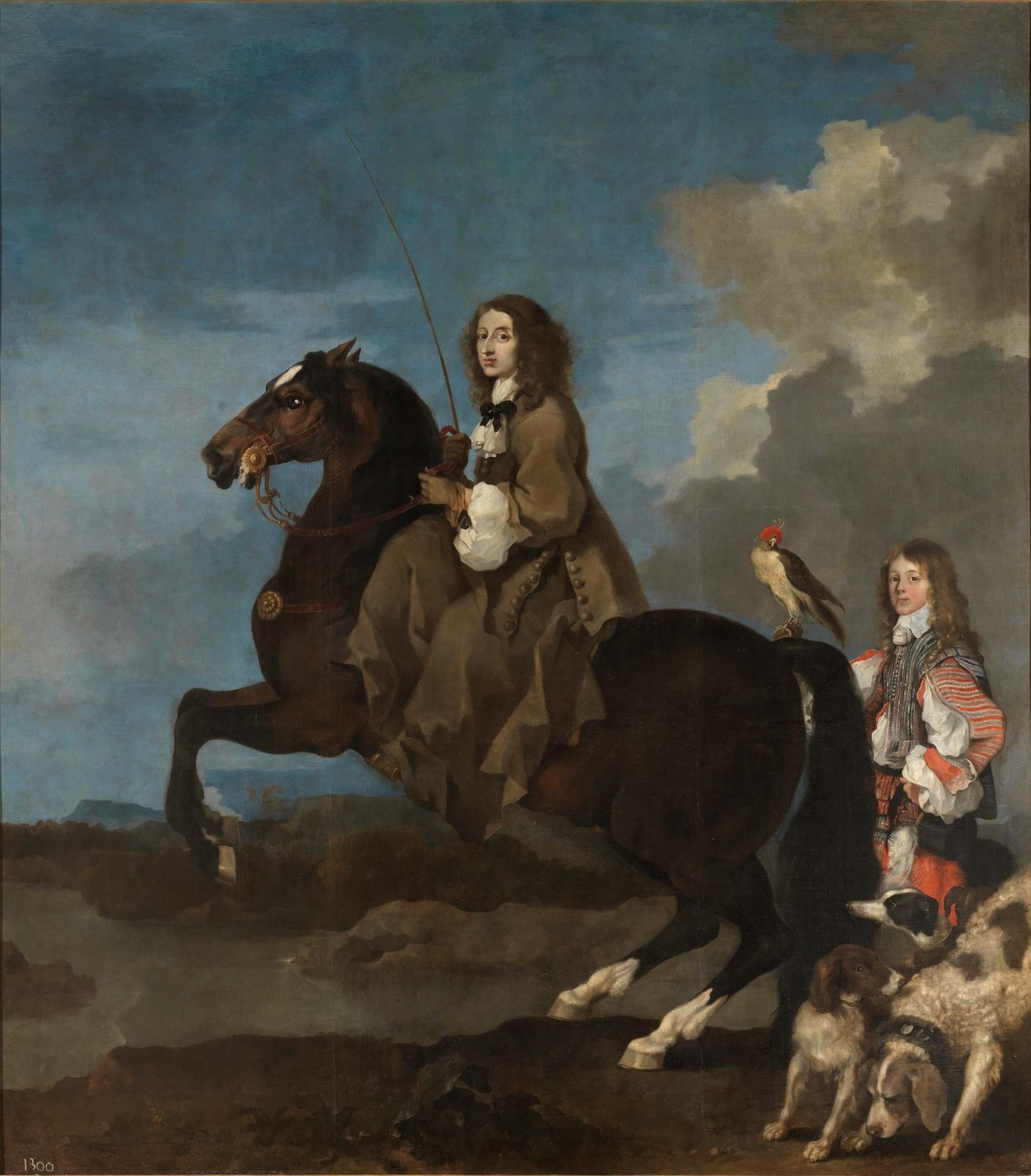
Cristina de Suecia a caballo (1653). Museo del Prado (Madrid).

Sébastien Bourdon (Montpellier, 2 de febrero de 1616 - París, 8 de mayo de 1671). Pintor de la escuela barroca francesa. Realizó retratos, paisajes, temas religiosos y también produjo grabados con la técnica del aguafuerte. Fue cofundador de la Real Academia de Pintura y Escultura de París y pintor de cámara de la corte de la reina Cristina de Suecia hasta que esta abdicó.

## Biografía
Sus padres eran Morin Bourdon y Jeanne Gaultière, provenientes de modestas familias de artesanos y de fe calvinista.
A la edad de seis años fue enviado por su padre a París, como aprendiz de pintor; se formó con el modesto maestro Jean Barthélémy. En 1630 dejó el aprendizaje y viajó a Burdeos y Toulouse, realizando algunos trabajos menores. Se cuenta que por falta de recursos durante un tiempo estuvo en el ejército.
Dotado de un gran talento para copiar estilos ajenos, viajó a Roma en 1634, donde sobreviviría realizando copias de pintores de moda: Claudio de Lorena, Castiglione, Pieter van Laer (apodado «Bamboccio»)... Estudió la obra de Nicolas Poussin, la cual influenció su propio estilo.
En 1637 tuvo que abandonar Roma para huir de los cargos de herejía ordenados por la Inquisición, dada su fe calvinista. Viajó a Venecia, donde permaneció un corto tiempo antes de regresar a París. Con todo, le dio tiempo a absorber ciertas recetas escenográficas y de color de clásicos como Veronés.
En París fue recibido por su amigo el pintor Luis de Guernier, y en 1641 se casó con la hermana de éste. En este período Bourdon comenzó a desarrollar un estilo más personal y definido. En 1643 pintó para la Catedral de Notre Dame de París, su obra El Martirio de San Pedro, continuando sus trabajos con otras obras importantes.
En 1648 formó parte (al igual que Laurent de La Hyre) del grupo fundador de la Academia Real de Pintura y Escultura de París, conocido como «los 12 antiguos».
El mismo año estalló la sublevación popular conocida como la Fronda, la cual tuvo el efecto de reducir sus encargos de trabajo, lo cual hizo que en 1652 aceptara la invitación de la reina Cristina de Suecia para trabajar como pintor de cámara de la corte de la soberana. De esta época es la obra El sacrifico de Ifigenia (1653).
Realizó numerosos retratos, entre ellos la conocida obra Cristina de Suecia a caballo, la cual fue regalada por la reina sueca al rey Felipe IV de España en agradecimiento por el apoyo que le brindó cuando abdicó.
Con la abdicación de Cristina de Suecia en 1654, Sébastien Bourdon retornó a París, donde asumíría como rector de la Academia de Pintura y Escultura.
En 1657 se trasladó a su ciudad natal, Montpellier. Allí realizó numerosos retratos, y las obras La Caída de Simón el Mago y el ciclo de lienzos Las Siete Obras de Misericordia para la Catedral de San Pedro de Montpellier. La primera obra se conserva aún en la catedral, pero las Obras de Misericordia fueron sacadas de ella (seguramente durante la Revolución francesa) y ahora se conservan muy dañadas en un museo de origen privado de Sarasota, Florida (Museo Ringling). Por suerte, sus composiciones se conocen bien por las copias grabadas que realizó el mismo Bourdon.
Parece que Bourdon acaparó tantos encargos en Montpellier, que quitó trabajo a otros artistas del lugar, lo que provocó recelos.
En 1663 regresó a París, donde seguiría trabajando en importantes obras hasta cuando su salud se deterioró.
En esa ciudad murió el 8 de mayo de 1671.
Entre sus obras conservadas en museos españoles, pueden citarse cuatro en el Museo del Prado: La serpiente de metal, San Pablo y san Bernabé en Listra, y dos retratos de la reina Cristina de Suecia, uno en formato busto y el ya citado ecuestre. Una Sagrada Familia de su última etapa se exhibe en el vecino Museo Thyssen-Bornemisza.